# CheckInstall
CheckInstall es un programa de computadora para Sistemas Operativos Unix-like que permite la instalación y desinstalación de software compilado desde el código fuente para ser administrado por un Sistema de gestión de paquetes . Después de la compilación del paquete este puede generar paquetes compartibles para  Slackware-, RPM, o Debian. El paquete de generado puede ser eliminado limpiamente por el Sistema de gestión de paquetes.
Los beneficios principales de CheckInstall contra simplemente ejecutar make install es la habilidad de desinstalar el paquete del sistema usando su Sistema de gestión de paquetes, además de poder instalar el paquete resultante en varias computadoras.

## Uso
Checkinstall es usado normalmente después del script de configuración y el programa make, de la siguiente manera:
```
   ./configure
   make
   sudo checkinstall #(as root)
```

Después de agregar alguna información sobre el autor y la descripción del paquete se puede elegir la ruta para guardar el paquete generado.
- Datos: Q657398